# ایتچ.آی‌او
ایتچ.آی‌او (انگلیسی: Itch.io) وب‌گاهی برای کاربران است تا میزبانی، فروش و دانلود بازی‌های ویدئویی مستقل، بازی‌های نقش‌آفرینی مستقل، دارایی‌های بازی، کمیک، مجله‌ها و موسیقی را در آن انجام دهند. این سرویس که در مارس ۲۰۱۳ توسط لیف کورکوران راه‌اندازی شد، از آوریل ۲۰۲۳ میزبان بیش از ۷۰۰۰۰۰ محصول است.